# Holomitrium camptocarpum
Holomitrium camptocarpum är en bladmossart som beskrevs av Potier de la Varde 1950. Holomitrium camptocarpum ingår i släktet Holomitrium och familjen Dicranaceae. Inga underarter finns listade i Catalogue of Life.